# Eressa vespa
Eressa vespa là một loài bướm đêm thuộc phân họ Arctiinae, họ Erebidae.